# Histoire de l'État en France
Pour un article plus général, voir État en France.
 (décembre 2024).

## L’État sous l’Ancien Régime

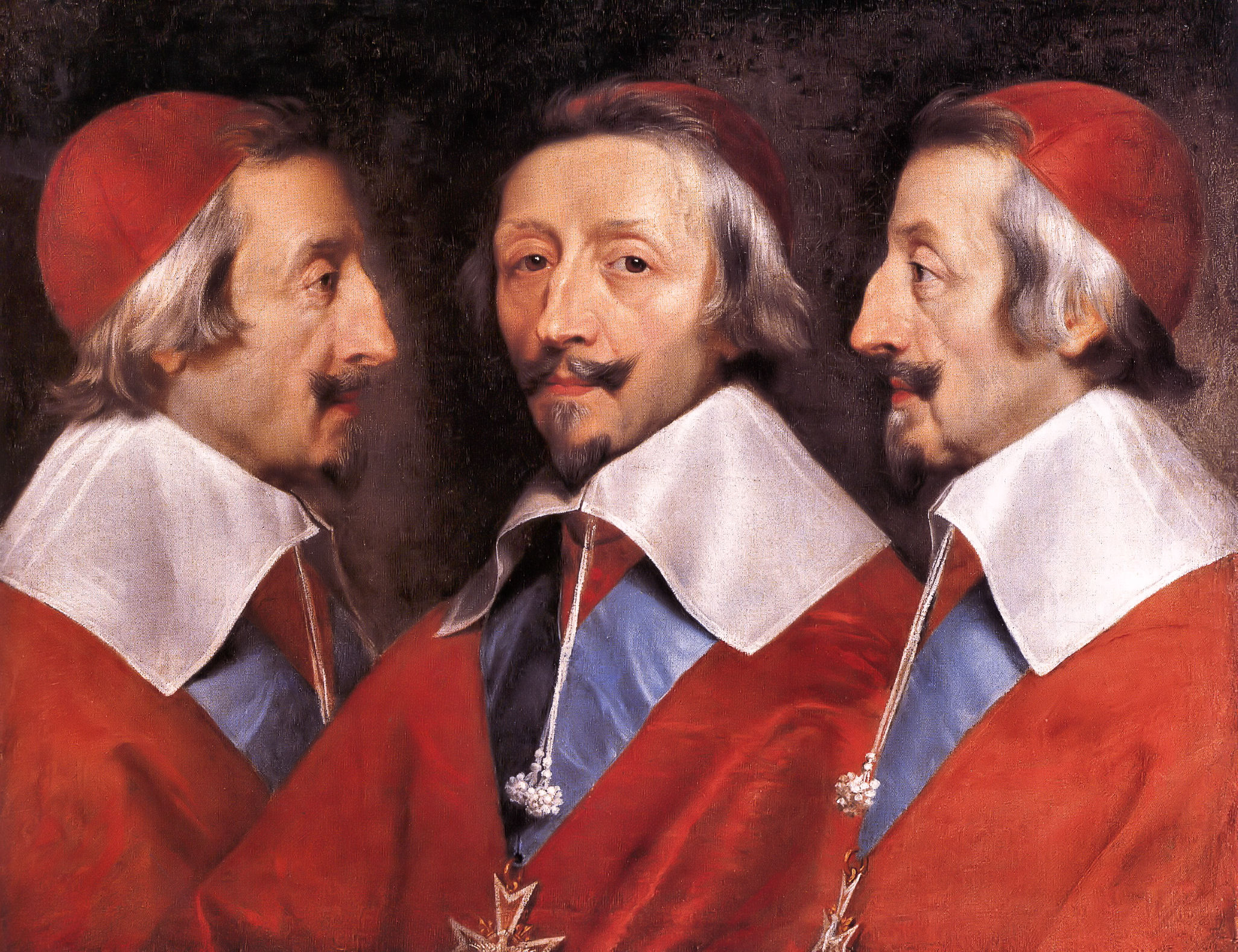
Cardinal de Richelieu, par Philippe de Champaigne

Le mot État est entré en 1696 dans la première édition du dictionnaire de l’Académie française. Il y est défini de façon très claire dans les deux significations qu’il a encore : « gouvernement d’un peuple vivant sous la domination d’un prince ou en république » ; et désignation du pays lui-même : « se prend aussi pour le pays même qui est sous une telle domination ». C’est sous Richelieu , que le mot État entra réellement dans le langage diplomatique et politique du royaume de France même si Jean Bodin avait déjà utilisé le mot en faisant de la souveraineté la clé de voûte de l’État. En plus de la souveraineté il est à noter l’importance de l’appareil administratif qui domine la société, l’économie et qui réduit le champ du politique à un seul acteur le roi. Avant la lettre, le Code Louis de 1667 a été une importante étape dans la construction de cet État.  

### La conception de la souveraineté
Cardin Le Bret « Conseiller Ordinaire du Roy en ses Conseils d’État et Privés » est celui qui théorisa l’action étatique de Richelieu. Dans son ouvrage De la souveraineté du Roy, il exprime en quelques lignes la théorie de la souveraineté fondant le pouvoir absolu du roi qui dominera : « M’étant proposé de représenter en cet ouvrage en quoi consiste la souveraineté du Roi : il me semble que je ne puis commencer plus à propos que par la description de la Royauté. Il serait mal aisé d’en rapporter une plus accomplie que celle que donne Philon… quand il dit qu’elle est une suprême et perpétuelle puissance déférée à un seul qui lui donne le droit de commander absolument et qui n’a pour but que le repos et l’utilité publique… Quant à moi, j’estime qu’on ne doit attribuer le nom et la qualité d’une souveraineté parfaite et accomplie qu’à celles [royautés] qui ne dépendent que de Dieu et qui ne sont sujettes qu’à ses lois. »
Pour Cardin Le Bret, le propre de la souveraineté c’est le droit de faire des lois, droit qui, note-t-il, est passé du peuple aux rois « Mais depuis que Dieu a établi les Rois sur eux, ils (les peuples) ont été privés de ce droit de Souveraineté ; et l’on a plus observé par lois que les Commandements et les édits des Princes comme le remarque Ulpien. »

### L’organisation administrative
Pour Alexis de Tocqueville près du trône s’est formé un corps administratif très puissant, le « Conseil du Roi ». C’est lui qui décide de toutes les affaires importantes et surveille le reste. Pourtant, il reste officiellement un simple « donneur d’avis ». L’administration intérieure est confiée au « Contrôleur général » de qui dépendent les Intendants. Les travaux publics  quant à eux sont confiés au « corps des ponts et chaussées ». Les élections municipales sont abolies en 1692 et la tutelle administrative sur les collectives locales, dont on vend les charges, s’établit . Pour contourner les tribunaux ordinaires qui en France plus que dans les autres pays d’Europe étaient indépendants du gouvernement, une justice administrative est créée dont les Intendants veillent à étendre le champ au motif que « le juge ordinaire est soumis à des règles fixes, qui l'obligent de réprimer un fait contraire à la loi; mais que le conseil peut toujours déroger aux règles dans un but utile ». Par ailleurs les administrateurs publics échappaient de facto à la justice ordinaire 
Tocqueville note deux traits des mœurs administratives sous l’Ancien Régime qui semblent avoir perduré :
- « Il n’entreprend guère ou il abandonne bientôt les réformes les plus nécessaires, qui, pour réussir, demandent une énergie persévérante[11]
- « Les nouvelles règles se succèdent avec une rapidité si singulière que les agents, à force d’être commandés, ont souvent peine à démêler comment il faut obéir[12] ».

### Une économie fondée sur des monopoles vendus par l’État
Pour Douglass North, Richelieu puis Colbert allaient perfectionner un système déjà mis en place à la Renaissance et contribuer à faire de l’État le centre d’une économie basée sur le monopole accordé à des guildes (ou corporations) ou à des entreprises et sur la vente de charges publiques. Par ailleurs, le processus d’anoblissement draine vers l’État le capital des particuliers qui aurait pu être employé plus économiquement dans le négoce. 
Concernant les impôts, ils sont prélevés uniquement sur les pauvres, les riches en sont exemptés pour les consoler d’avoir perdu le gouvernement. En Angleterre à la même époque ce sont les riches qui gouvernent qui paient les impôts.

### Une société écartée de la gestion des affaires publiques
Sous l’Ancien Régime, l’administration détient le monopole des affaires publiques. La noblesse a perdu son pouvoir et les hommes de lettres qui vont devenir à partir du milieu du XVIIIe siècle les principaux hommes politiques du pays n’ont aucun contact avec la réalité des affaires publiques, ce qui pour Alexis de Tocqueville les poussent vers l’adoption de « théories générales et abstraites en matière de gouvernement ». De façon similaire, Hannah Arendt  note : « Ce que les hommes de lettres avaient en commun avec les pauvres, indépendamment de toute compassion pour les souffrances de ceux-ci, c’était précisément l’obscurité, en ce sens que le domaine politique leur était invisible et qu’ils ne disposaient pas de l’espace public où ils auraient pu eux-mêmes devenir visibles et prendre quelque importance ».

## L’État et la Révolution
Alexis de Tocqueville  note qu’ « au moment où la Révolution survint, on n’avait presque rien détruit du vieil édifice administratif de la France; on en avait pour ainsi dire, bâti un autre en sous-œuvre ». En quelque sorte, l’appareil administratif patiemment élaboré depuis Richelieu va alors apparaître au grand jour en incluant l’apport des physiocrates dont Alexis de Tocqueville souligne l’importance tout en déplorant leur manque de goût pour la liberté. La loi de 1792 institue l'état civil moderne, bien que les registres d'états civils attendront la fin de l'Empire pour entrer en vigueur dans certaines localités, restant défectueux dans de nombreuses autres régions encore en 1820 . L'état civil permet non seulement d'accorder la citoyenneté à toute personne habilitée à la recevoir, mais aussi à mettre en place la conscription.

### L’influence de la Physiocratie

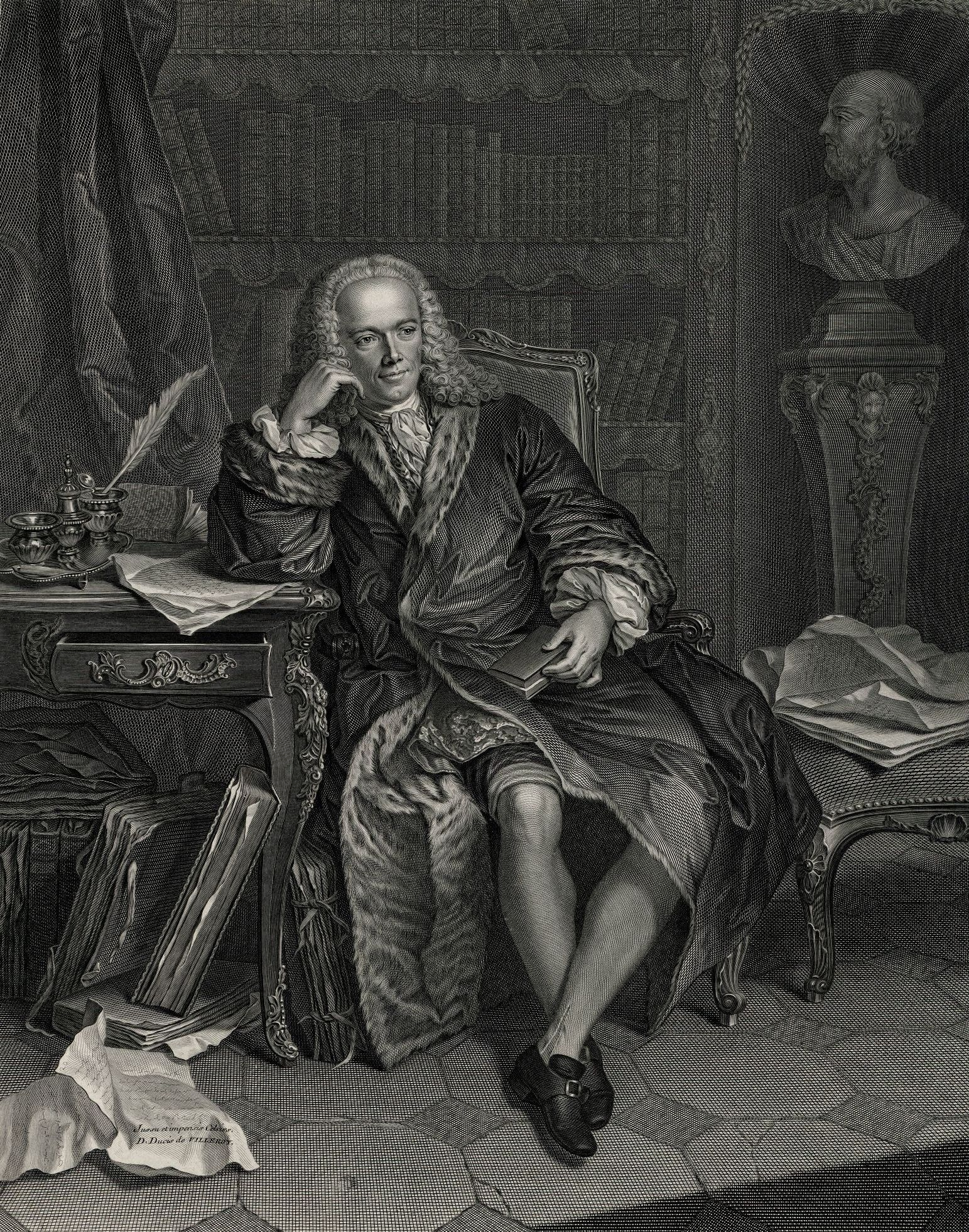
François Quesnay, chef de file des physiocrates.

Pour Alexis de Tocqueville, les hommes dans les écrits desquels on peut le mieux étudier le naturel de la Révolution française ne sont pas les philosophes même si leur nom demeurent présents à notre esprit, mais des écrivains moins connus qui se sont intéressés à l’économie et aux questions d’administration publique : les physiocrates. Plus près de nous Reinhard Bach a insisté sur la façon dont Pierre-Paul Lemercier de La Rivière de Saint-Médard avait modifié les concepts du contrat social de Rousseau et les avaient intégré tout en conservant les mots de Rousseau dans le discours physiocratique. Cet auteur récrit aussi à propos de l’influence de la physiocratie sur Condorcet, Emmanuel-Joseph Sieyès Mirabeau et d’autres membres influents de la Révolution française.
Pour Alexis de Tocqueville, l’influence des physiocrates est double :
- Sur le plan économique, ce sont des libéraux favorables au laisser faire et au laisser passer.
- Sur le plan politique, ce ne sont pas des libéraux[24]. Pour eux[25], il ne s’agit pas de détruire le pouvoir absolu, mais de le convertir.

Trois traits dont deux exprimés parfaitement par François Quesnay , le fondateur, dans les Maximes générales du gouvernement économique d’un royaume agricole, marquent profondément la physiocratie et lui impriment une forte marque non libérale en politique. À l’opposé de Montesquieu, il soutient que « le système des contre-forces dans un gouvernement est une opinion funeste qui ne laisse apercevoir que la discorde entre les grands et l’accablement des petits ». Par ailleurs, il tient (Maxime II) à ce : « que la nation soit instruite des lois générales de l’ordre naturel qui constituent le gouvernement évidemment le plus parfait. L’étude de la jurisprudence humaine ne suffit pas pour former les hommes d’État ; il est nécessaire que ceux qui se destinent aux emplois de l’administration soient assujettis à l’étude de l’ordre naturel le plus avantageux aux hommes réunis en société ». Le troisième trait est que s’ils pensent qu’il faille instruire le peuple, ils ne croient pas réellement qu’il faille le consulter. Turgot dans un mémoire adressé au roi en 1775, avait suggéré de réunir une assemblée représentative qui « aurait plutôt des avis à donner que des volontés à exprimer, et, à vrai dire, ne serait chargée que de discourir sur les lois sans les faire ». Alexis de Tocqueville semble blessé par ces propos et note que le peuple en 1771, lorsque les parlements ont été détruits a été ému même s’il avait eu à souffrir d’eux car il voyait tomber la dernière barrière à l’absolutisme.

### L’appareil administratif d’État: une rénovation dans la continuité

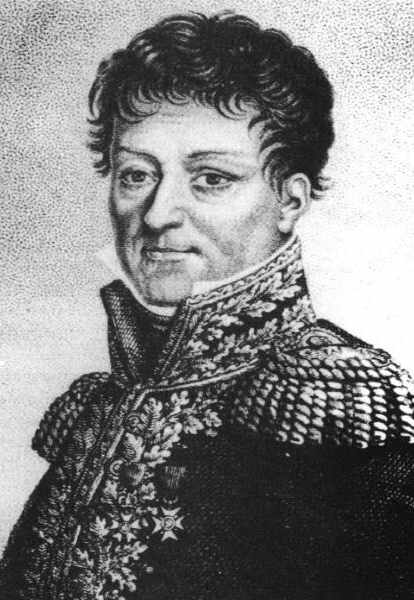
Lazare Nicolas Marguerite Carnot.

Un peuple abstrait remplace à nouveau le Roi au titre d’une souveraineté conçue encore à la façon de Cardin Le Bret, et l’appareil administratif, que les physiocrates tenaient pour le meilleur d’Europe dans ses pratiques et ses structures profondes, restera le même. Les changements seront davantage de forme : les préfets succèderont aux intendants, le Conseil d’État au Conseil Royal. Par ailleurs seront créés le corps des Mines (1794), la Cour des Comptes (1801), l'Inspection générale des finances (1816). Les « Ecoles spéciales » créées à partir du milieu du XVIIIe siècle pour fournir à l’État le personnel technique de haut niveau seront remaniés notamment par Lazare Carnot et Gaspard Monge deux anciens élèves de l’École royale du génie de Mézières. C’est ainsi que seront fondées ou refondées l’École normale supérieure (9 brumaire an III) – cette école ne prendra son essor qu’avec la monarchie de Juillet -, l’École polytechnique, ex-École centrale des Travaux publics, ainsi que ses écoles d’application : École nationale des ponts et chaussées, Écoles des Mines. Antoine-François Fourcroy, dans un rapport à la Convention nationale sur l’organisation des écoles destinées aux divers services publics du 30 vendémiaire an IV, définit ainsi la doctrine de l’École spéciale qui, pour Thuilliez, vaudra aussi pour tous les projets d’ENA jusqu’en 1945 : « il est nécessaire que les sujets admis dans ces écoles y soient dans un nombre correspondant au besoin du service, qu’ils se consacrent dès leur entrée dans cette carrière à servir l’État ». Toutefois l’idée d’une école spéciale (une ENA) destinée à l’administration centrale fut recalée et on préféra, en l’an XII, instituer des Écoles de droit (il y avait de façon sous-jacente, semble-t-il, l’idée d’école spéciale de droit) au champ d’activité singulièrement réduit par rapport aux facultés de droit disparues pendant la révolution. Les universités ayant été abolies par la loi du 15 septembre 1793, il fut créé en 1806 une Université impériale très étatique disposant du monopole de l’enseignement en France.

## L'État et la Troisième République

### La période d'après la guerre de 1914
Durant l'entre-deux guerres l'économie française se modernise mais malgré les efforts de certains, n'arrive pas réellement à mettre en place un modèle cohérent et dynamique ni sur le plan des structures économiques ni au niveau du pilotage gouvernemental.

#### La réforme de l'État

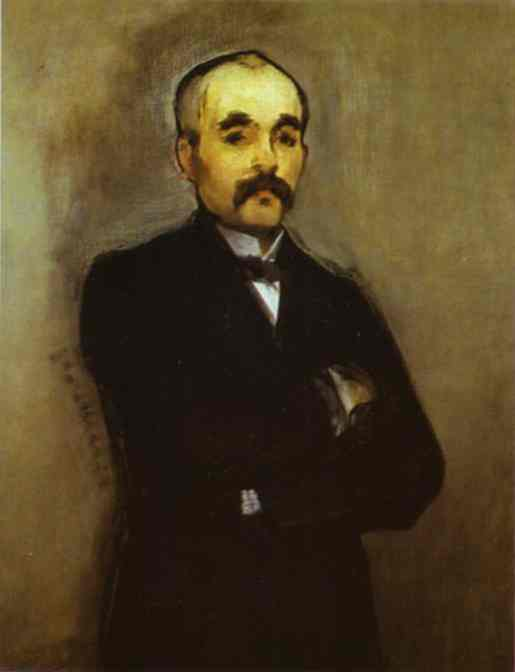
Portrait de Georges Clemenceau par Édouard Manet

Si les planistes néo-libéraux mettaient l'accent sur l'appareil de prévision c'est que la France était alors en retard sur les États-Unis, l'Angleterre et même la Belgique. Aux États-Unis un organisme de collecte de données et d'études économiques le National Bureau of Economic Research (NBER) avait été mis en place dès les années vingt. L'Angleterre avait créé le London and Cambridge Economic Service dépendant à la fois de l'université de Cambridge et de la London School of Economics et la Belgique possédait à l'université de Louvain l'Institut des sciences économiques dont Paul Van Zeeland était l'un des créateurs. En France il faudra attendre 1942 pour que soit créée l'École nationale de la statistique et de l'administration économique puis l'après-guerre pour voir émerger l'Institut national de la statistique et des études économiques (INSEE). Par ailleurs les dirigeants politiques issus souvent de la Faculté de droit de Paris étaient très souvent mal formés à l'économie du fait de la subordination de cette matière au droit. C'est pour pallier ces problèmes que l'idée d'une école nationale d'administration dont les premières ébauches datent du début du XVIIIe siècle refait alors surface.
Avant la guerre de 1914, certains ont pris conscience que les institutions de la IIIe République devaient évoluer pour faire face au monde moderne. Paradoxalement ce fut Georges Clemenceau, le mentor politique de Louis Loucheur et indirectement d'Ernest Mercier qui bloqua en 1919 l'évolution. En 1927, Ernest Mercier dans le cadre du Redressement fit rédiger par des experts trente-cinq cahiers. Au niveau politique, « ils recommandaient d'étendre les pouvoirs du gouvernement et de l'administration aux dépens du Parlement et des partis politiques, et de donner à des techniciens une part dans les décisions ». Abbott Lawrence Lowell semble expliquer l’opposition d’une partie de la classe politique d’alors au renforcement de l'exécutif par le fait que l’administration en France est celle d’une autocratie et non celle d’une démocratie. Mais il semble regretter qu'il n'y ait pas « un élément autocratique dans le gouvernement ».

## L'État après la Seconde Guerre mondiale
Après la Seconde Guerre mondiale, le rôle de l'État va être assez profondément modifié d'une part pour tenir compte des problèmes rencontrés par la Troisième République finissante, tant au niveau de l'expertise que de l'économie, et d'autre part pour tenir compte des nouveaux rapports de force. Toutefois, au niveau économique, pour Kuisel, l'orientation générale doit beaucoup à René Courtin et à son équipe, dont les membres (François de Menthon, Paul Bastid, Robert Lacoste Alexandre Parodi, Pierre-Henri Teitgen) détiendront des postes clés au moment de la Libération. D'autres auteurs soulignent l'importance du programme du Conseil national de la Résistance, à l'origine de la Sécurité sociale, qui jette les bases de l'« État-providence à la française », fondé sur le régime des retraites par répartition et des assurances sociales.

### Une montée en puissance de l'administration face au politique
Selon l'historien Robert O. Paxton, le régime de Vichy représente la revanche de hauts fonctionnaires sur les hommes politiques. Il écrit à ce propos « l’antagonisme entre techniciens et députés va croissant entre les deux guerres. Les hauts fonctionnaires appartiennent à un groupe plus vaste, les « technocrates » [et] ils entrèrent au gouvernement [sous Vichy] comme en pays conquis, montrant combien ils avaient rongé leur frein dans les coulisses ». Parlant de l'après-guerre Robert Paxton note : « certes, la IVe  République reviendra, dans ce cas comme dans bien d’autres, aux pratiques de la IIIe - certains des plans quinquennaux seront soumis à l’examen du Parlement – mais les fonctionnaires gardent dans l’économie nationale un rôle qui rappelle beaucoup plus Vichy que l’avant-guerre ». La montée de l'administration de traduit également par la création de l'École nationale d'administration. Son premier directeur Bourdeau de Fontenay (1900-1969) concevait cette école « plus comme un grand séminaire que comme une école polytechnique » et « avait une conception quelque peu janséniste de l'administration qu'il maintint aussi longtemps que possible ». Parallèlement Sciences Po est nationalisée.
Le mot technocratie apparaît à la même époque. Pour Kuisel, il se réfère d'abord à une conception de la décision « la prémisse en est qu'il y a toujours une "bonne solution" et une seule; autrement dit, qu'à tous les problèmes humains, comme à ceux d'ordre technique, il existe une réponse que les experts, à condition de disposer des données et de l'autorité indispensables, sont en mesure de découvrir et de mettre en œuvre ». En politique l'approche technocratique induit une méfiance avec le politique où la décision est aussi le résultat d'un rapport de force et d'un compromis. Cette vision d'une réponse unique à un problème se retrouve également en France dans l'instauration d'une grande école administrative par secteur : (École nationale de la statistique et de l'administration économique, École nationale de la magistrature, École nationale de la santé publique, aujourd'hui École des hautes études en santé publique, Centre national d'études supérieures de la sécurité sociale. Une autre idée sous-jacente forte à toutes ces grandes écoles administratives est que le concours est supérieur à certains égards à l'élection populaire. C'est alors une idée assez répandue qu'on trouve en Angleterre chez quelqu'un comme Sidney Webb et d'une certaine façon aussi au parti communiste où existe alors une école des cadres ainsi que dans d'autres mouvances comme par exemple l'école des cadres d'Uriage.

### L'État et le capitalisme en France
Suivant le programme adopté en 1944 par le Conseil national de la Résistance (CNR), visant à instaurer une vraie « démocratie sociale », les secteurs clés de l’économie (énergie, transport, banques…) sont nationalisés ainsi que de nombreuses grandes entreprises (Renault par exemple). En revanche, les décisions concernant la planification se firent attendre faute d'un réel consensus. Les tentatives de Pierre Mendès France échouèrent car il ne parvint pas à rallier les autres membres du gouvernement à ses vues.
C'est seulement en novembre 1945 que Charles de Gaulle affirma la volonté de son gouvernement de mettre en place un « plan grandiose » de reconstruction et de rénovation. Ce ne fut ainsi qu'à partir de début 1946 que le Commissariat général du Plan fut créé et que Jean Monnet devient commissaire (son adjoint étant Robert Marjolin). Monnet prit soin, pour éviter les oppositions auxquelles s'était heurté Pierre Mendès France, de présenter le commissariat au plan non comme un concurrent des ministères mais en centre de coordination. Le plan tel que l'a conçu Jean Monnet n'était pas d'essence technocratique et a permis de faire participer les acteurs sociaux au processus décisionnel.
Selon Kuisel, « dans l'esprit de Monnet, sa méthode s'écartait de l'approche bureaucratique ordinaire, laquelle ou bien imposait des directives selon le bon plaisr de l'administration, ou bien consultait les intérêts, mais d'une façon qui les faisait se placer sur la défensive. » Monnet pensait quant à lui « que rien n'était aussi efficace que la persuasion » et que « la modernisation était un état d'esprit plutôt qu'une question de matériel ».
Le premier plan visait d'abord à relancer l'investissement en France de manière à augmenter la productivité agricole et industrielle et à favoriser la compétitivité française de façon qu'après les apports reçus notamment dans le cadre du plan Marshall, la France soit en mesure de faire économiquement face. Ce qui caractérise la France alors « c'était le sentiment impératif qu'elle avait de son retard économique relatif » et la volonté d'en finir avec ce qui constituait l'essence du modèle économique du passé à savoir « un laissez-faire mâtiné de protectionnisme ». À cette époque, l’État se mit à se percevoir plus « comme un guide que comme un arbitre ».
Si le plan en tant qu'instance de concertation et d'instance d'analyse stratégique est important, ce n'est pas lui qui malgré tout tiendra le premier rôle dans le nouveau modèle qui émerge. C'est d'abord le ministère des Finances et des Affaires économiques, alors rue de Rivoli, qui tient le premier rôle. C'est lui qui, de concert avec la Caisse des dépôts et consignations, le Conseil national du crédit, la Banque de France et d’autres, pilote la politique monétaire, les marchés des capitaux et du crédit et plus généralement l'économie.
Parmi les autres caractéristiques importante du modèle on peut citer :
- une volonté de favoriser la croissance, en favorisant les secteurs dynamiques, et en ouvrant le pays à la concurrence, ce qui se traduira notamment par la signature du Traité de Rome ; « Aux yeux des néo-libéraux, les années cinquante se présentaient comme un duel entre la modernisation et le malthusianisme, entre l'expansion et les situations acquises parasitaires »[54]
- une volonté de pousser l'investissement[55] ;
- une volonté d'accroitre la productivité qui avant guerre était très faible comparée à celles des États-Unis (de 1949 à 1959 la productivité a progressé de 4,3 % par an soit environ le double de ce qui a été réalisé aux États-Unis et en Grande-Bretagne)[56] ;
- le maintien depuis 1939 du contrôle des prix et des salaires, qui n'empêche pas une forte inflation[57] ;
- une « économie concertée »[58] qui conduit l’État à favoriser un certain corporatisme[59].